# Dịch vụ phát nhạc trực tuyến

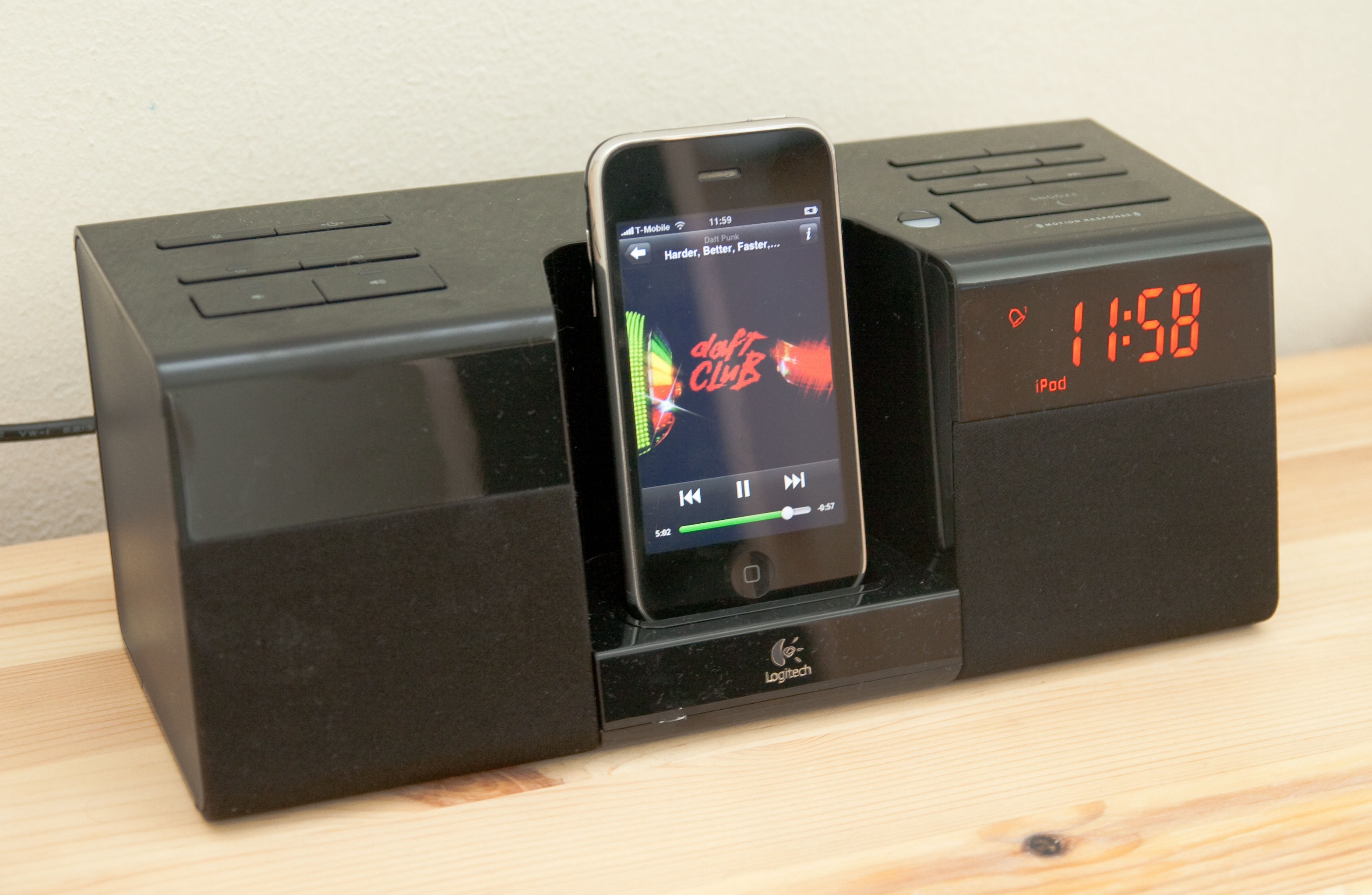
Một chiếc điện thoại thông minh được gắn trên loa, phát nhạc trực tuyến từ dịch vụ Spotify

Dịch vụ phát nhạc trực tuyến là một loại dịch vụ phát trực tuyến trung chủ yếu vào âm nhạc hoặc các dạng nội dung âm thanh kỹ thuật số khác như podcast. Các dịch vụ này cho phép người dùng phát trực tuyến các bài hát kỹ thuật số bị hạn chế bản quyền theo yêu cầu từ thư viện âm nhạc qua Internet bằng hình thức đăng ký. Một số dịch vụ có thể cung cấp các gói miễn phí có giới hạn, chẳng hạn như quảng cáo và giới hạn tính năng sử dụng Các dịch vụ phát nhạc trực tuyến thường kết hợp với hệ thống đề xuất để giúp người dùng khám phá những bài hát khác mà họ có thể thích dựa theo lịch sử nghe nhạc và các yếu tố khác, cũng như có khả năng tạo và chia sẻ danh sách phát công khai với những người dùng khác. Các dịch vụ cũng có thể bao gồm phương tiện truyền thông mạng xã hội hoặc truyền thanh radio.
Các dịch vụ phát trực tuyến đã chứng kiến tốc độ tăng trưởng đáng kể trong những năm 2010, vượt qua tải nhạc kỹ thuật số để trở thành nguồn doanh thu lớn nhất trong ngành công nghiệp âm nhạc Hoa Kỳ vào năm 2015, và chiếm đa số thị phần tiêu thục nhạc kể từ 2016. Do sự phát triển lớn mạnh của mình, các dịch vụ phát trực tuyến (cùng với các luồng nội dung liên quan đến âm nhạc trên các nền tảng chia sẻ video như YouTube) đã được đưa vào tính điểm trong các bảng xếp hạng lớn; "đơn vị album tương đương" được sáng tạo và trở thành thước đo thay thế cho mức tiêu thụ album. Phát trực tuyến dẫn đến hệ quả là sự thay đổi văn hóa tiêu dùng khi giờ đây khán giả sẽ thuê thay vì mua nhạc trực tiếp như thời đại trước.
Người tiêu dùng chuyển từ các đĩa nhạc vật lý truyền thống sang nền tảng phát trực tuyến vì họ cho rằng các nền tảng này có lợi thế là tiện lợi, đa dạng và giá cả phải chăng. Ngược lại, một số nghệ sĩ chỉ trích dịch vụ phát nhạc trực tuyến vì khiến họ kiếm được ít tiền hơn so với các định dạng vật lý.